# Флавий Патерий
Флавий Патерий (англ. Flavius Paterius) — римский государственный деятель середины V века.
В 442 году Патерий был префектом преторианской префектуры Италии. Спустя год он назначен консулом с Петронием Максимом, причём оба консула были выбраны на Западе. Патерий был известен своим красноречием. Возможно, что некий клариссим Патерий, живший в VI веке, приходился ему внуком.